# Programme immigrant investisseur du Canada

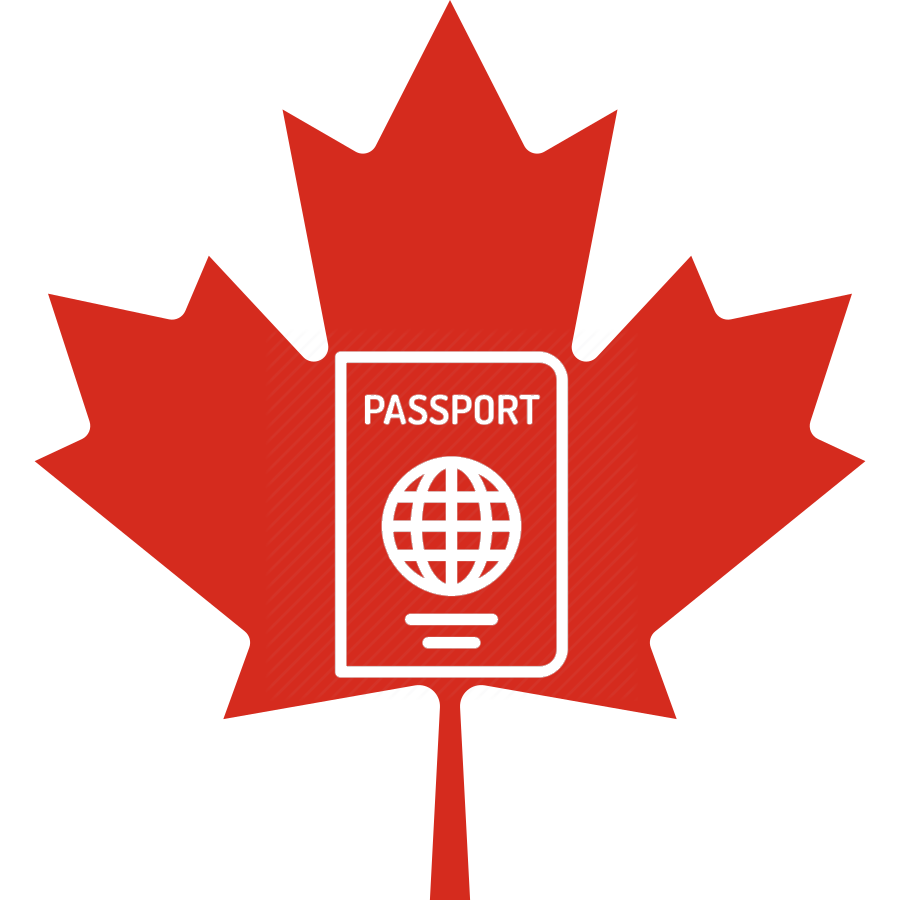
Icône du passeport Transparent Canadien

Le Programme immigrant investisseurs du Canada, était un programme de passeports dorés créé par le gouvernement fédéral pour promouvoir l'immigration auprès des gens d'affaires et de leurs familles, permet aux investisseurs qualifiés d'obtenir le statut de résident permanent au Canada. En vigueur entre 1986 et 2014, il a depuis été suspendu, mais la province de Québec a conservé un programme d'immigrants investisseurs.

## Explication
Dans le cadre de ce Programme, les candidats et leurs familles reçoivent des visas canadiens de résidence permanente et inconditionnels et sont alors admissibles à obtenir la citoyenneté canadienne.
Le 26 juin 2010, les exigences de qualification ont été doublées et le programme a été brièvement suspendu pendant que les modifications entraient en vigueur. Le nouveau Programme a rouvert le 1er décembre 2010.
Actuellement[Quand ?], le programme a un important retard, avec un temps d'attente potentiel de 12 ans. Selon un article paru dans le Toronto Sun de Jim Versteegh, un gestionnaire du programme d'immigration du gouvernement fédéral au consulat du Canada à Hong Kong, il y a environ 22 491 investisseurs millionnaires à travers le monde qui s'y sont portés candidats et qui attendent de venir au Canada. Le gouvernement a depuis éliminé ce volet fédéral du Programme.